# Cut-off time
Cut-off time je čas, do kterého banka přijímá nebo přebírá platební příkazy, které se realizují se splatností v tentýž den. Cut-off time je určen přesnou hodinou, jako hranicí pro příjem příkazů. Po této době jsou přijaty platební příkazy realizované se splatností následující den.
Cut-off time se může lišit pro tuzemský a zahraniční platební styk. U přeshraničních plateb může být rozdílný pro příjem plateb ze zahraničí a odesílání plateb do zahraničí.